# Mariano Friedick
Mariano Friedick (né le 9 janvier 1975 à Tarzana) est un coureur cycliste américain. Professionnel de 1997 à 2007, il a été médaillé d'argent de la poursuite par équipe aux championnats du monde de 1994 et de bronze en 1995.

## Palmarès
- 1993
  -  Médaillé d'argent du championnat du monde sur route juniors
- 1995
  -  Médaillé d'argent de la course en ligne aux Jeux panaméricains
- 1996
  - 3e du Grand Prix Gilbert-Bousquet
- 2001
  - 4e étape du Tour of the Gila
- 2002
  - 2e de la Tucson Bicycle Classic
- 2003
  - 2e étape de la Yuma North End Classic
- 2004
  - Valley of the Sun Stage Race :
    - Classement général
    - 2e étape

  - 1re étape du Tour de Temecula
  - 4e étape de la Pomona Valley Stage Race
  - 2e du Tour de Temecula

## Palmarès sur piste

### Championnats du monde
- Palerme 1994
  -  Médaillé d'argent de la poursuite par équipe

- Bogota 1995
  -  Médaillé de bronze de la poursuite par équipe

### Jeux olympiques
- Atlanta 1996
  - 6e de la poursuite par équipe
- Sydney 2000
  - 10e de la poursuite individuelle
  - 10e de la poursuite par équipe

### Championnats nationaux
- Champion des États-Unis de poursuite par équipes en 1995, 2000 et 2003
- Champion des États-Unis de course aux points en 1995